# Siphonaria (гриби)
Siphonaria — рід грибів родини Chytridiaceae. Назва вперше опублікована 1903 року.

## Класифікація
Згідно з базою MycoBank до роду Siphonaria відносять 3 офіційно визнані види:
- Siphonaria petersenii
- Siphonaria sparrowii
- Siphonaria variabilis